# أنطونيو دياز خورادو
أنطونيو دياز خورادو (بالإسبانية: Antonio Díaz Jurado)‏ (4 أغسطس 1969 في إسبانيا - 27 أبريل 2013) هو لاعب كرة قدم إسباني في مركز الوسط. لعب مع أوساسونا وريال مدريد كاستيا ونادي خيتافي ونادي سالامانكا ونادي غرناطة ونادي فياريال ونادي كومبوستيلا وÁguilas CF ‏ وVinaròs CF ‏ وTomelloso CF ‏.

## وصلات خارجية
- أنطونيو دياز خورادو على موقع قاعدة بيانات كرة القدم.إي يو (الإنجليزية)